# Петров, Михаил Тимофеевич
Михаил Тимофеевич Петров (1910—1945) — участник Великой Отечественной войны, Герой Советского Союза, начальник штаба полка, майор.

## Биография
Михаил Тимофеевич Петров родился 6 октября 1910 года в Пскове в семье рабочего. Русский.
Окончил Ленинградский землеустроительный техникум. Работал до июня 1941 года начальником Псковского районного землеустроительного отряда Ленинградской области.
Служил в Советской Армии в 1931—1935 годах и с 1942 года. В 1935 году окончил курсы младших лейтенантов, в 1942 году — курсы «Выстрел». Член ВКП(б)/КПСС с 1942 года.
На фронте в Великую Отечественную войну с июня 1942 года. Старшего лейтенанта М. Т. Петрова назначили заместителем начальника штаба 965-го стрелкового полка 274-й стрелковой дивизии. С этого времени он мужественно сражался против немецко-фашистских захватчиков на Калининском, Западном, 2-м и 1-м Белорусских фронтах, пройдя с боями от Подмосковья до подступов к Берлину.
Временно исполняющий обязанности командира 965-го стрелкового полка (274-я стрелковая дивизия, 69-я армия, 1-й Белорусский фронт) майор Петров умело руководил подразделениями полка при форсировании Вислы 29 июля 1944 года у населённого пункта Гнязокув (юго-западнее города Пулавы, Польша) и захвате плацдарма на её левом берегу. Полк отразил несколько ожесточённых атак противника, что позволило расширить плацдарм и переправить на него ещё 2 полка с артиллерией.
Подполковник М. Т. Петров погиб в бою 17 апреля 1945 года. Был похоронен на центральной площади города Познань (Польша).Перезахоронен на мемориальном кладбище «Цитадель» в городе Познань.

## Награды
- Звание Героя Советского Союза присвоено 24 марта 1945 года.
- Орден Ленина.
- Два ордена Отечественной войны 1 степени.
- Орден Отечественной войны 2 степени.
- Медали.

## Память
- В 1988 году именем Героя была названа новая улица на Запсковье.